# L’olimpiade (Pergolesi)
L’olimpiade ist eine Opera seria in drei Akten von Giovanni Battista Pergolesi. Das Libretto basiert auf Pietro Metastasios L’olimpiade. Die Uraufführung fand im Januar 1735 im Teatro Tordinona in Rom statt.

## Libretto und Handlung
Die Handlung entspricht der von Pietro Metastasios Libretto.

## Gestaltung

### Instrumentation
Das Orchester der Oper besteht aus zwei Oboen, zwei Hörnern, zwei Jagdhörnern, zwei Trompeten, Streichern und Basso continuo.

### Musiknummern
Die Oper enthält die folgenden Musiknummern:
Erster Akt
- Sinfonia
- Arie (Megacle): „Superbo di me stesso“ (Szene 2)
- Arie (Aminta): „Talor guerriero invitto“ (Szene 3, Text im Anhang des Librettos, Musik aus Adriano in Siria, dort „Sprezza il furor del vento“)
- Arie (Licida): „Quel destrier che all’albergo è vicino“ (Szene 3)
- Arie (Argene): „O care selve“ – „Qui se un piacer si gode“ (Szene 4, bei Metastasio im Wechsel mit dem Chor)
- Arie (Clistene): „Del destin non vi lagnate“ (Szene 5)
- Arie (Aristea): „Tu di saper procura“ (Szene 6)
- Arie (Argene): „Più non si trovano“ (Szene 7)
- Arie (Licida): „Mentre dormi amor fomenti“ (Szene 8)
- Duett (Megacle/Aristea): „Ne’ giorni tuoi felici“ (Szene 10)

Zweiter Akt
- Arie (Alcandro): „Apportator son io“ (Szene 2, Text im Anhang des Librettos, Musik aus Adriano in Siria, dort „Contento forse vivere“)
- Arie (Aristia): „Grandi, è ver, son le tue pene“ (Szene 3)
- Arie (Argene): „Che non mi disse un dì?“ (Szene 4)
- Arie (Aminta): „Siam navi all’onde algenti“ (Szene 5)
- [Chor: „Del forte Licida“] (Szene 6, von Pergolesi nicht vertont)
- Arie (Clistene): „So ch’è fanciullo Amore“ (Szene 7)
- Arie (Megacle): „Se cerca, se dice“ (Szene 10)
- Arie (Aristea): „Tu me da me dividi“ (Szene 11)
- Arie (Argene): „No, la speranza“ (Szene 12)
- Arie (Licida): „Gemo in un punto e fremo“ (Szene 15)

Dritter Akt
- Arie (Alcandro): „L’infelice in questo stato“ (Szene 2, Text im Anhang des Librettos, Musik aus Adriano in Siria, dort: „Prigioniera abbandonata“)
- Arie (Aristea): „Caro son tua così“ (Szene 2)
- Arie (Megacle): „Torbido in volto e nero“ (Szene 3, Text im Anhang des Librettos, unverändert aus Adriano in Siria übernommen)
- Arie (Megacle): „Lo seguitai felice“ (Szene 3, möglicherweise durch die vorhergehende Arie ausgetauscht)
- Arie (Argene): „Fiamma ignota nell’alma mi scende“ (Szene 4)
- Arie (Aminta): „Son qual per mare ignoto“ (Szene 5, Musik aus Adriano in Siria, dort „Leon piagato a morte“)
- Marsch
- [Chor: „I tuoi strali terror de’ mortali“] (Szene 6, Wiederholung in Szene 7, von Pergolesi nicht vertont)
- Arie (Licida): „Nella fatal mia sorte“ (Szene 6, Text im Anhang des Librettos)
- Arie (Clistene): „Non so donde viene“ (Szene 6)
- Tutti: „Viva il figlio delinquente“ (Szene 10, von Metastasio als Chorsatz konzipiert)

### Musik
Die bekannteste Arie der Oper ist Megacles „Se cerca, se dice“ aus dem zweiten Akt. Die Melodie entwickelt sich aus dreisilbigen Motiven, die in der Begleitung gegenläufig wiederholt werden und auf deklamatorische Weise seine Rat- und Hilflosigkeit darstellen. Nach der Da-capo-Wiederholung des ersten Teils folgt ein weiterer Teil, dessen Motive ins Presto gesteigert aus dem Mittelteil hergeleitet sind – ein deutlicher Verstoß gegen die üblichen Konventionen, der in einigen der überlieferten Manuskripte „korrigiert“ wurde.
Ein typisches Beispiel für den empfindsamen Stil der Aufklärungszeit ist Argenes Arie „Più non si trovano“ im ersten Akt, die als „singendes Allegro“ völlig ohne virtuose Passagen auskommt.

## Werkgeschichte

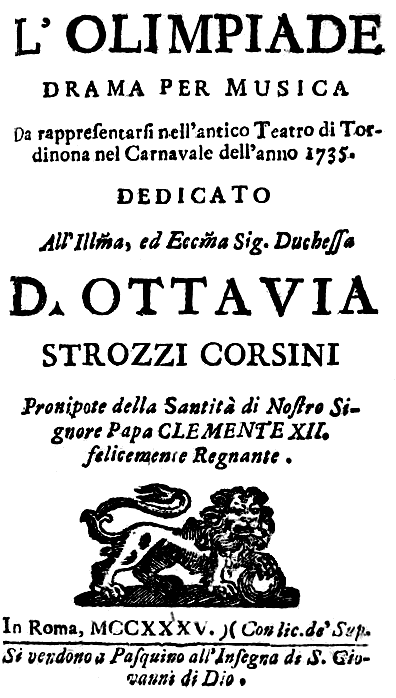
Titelblatt des Librettos, Rom 1735

Da der Impresario des 1733 nach Jahrzehnten der Schließung wiedereröffneten Teatro Tordinona in finanzielle Nöte geraten war, musste bei den Opernaufführungen der Karnevalssaison 1735 gespart werden. Man beauftragte für die Vertonung der beiden geplanten Opern nach Texten Pietro Metastasios den Kirchenkapellmeister Francesco Ciampi und den jungen Pergolesi und hielt sich auch bei den Ausgaben für die Sänger zurück. Dennoch konnten einige bekannte Namen gewonnen werden.:214
Als Text verwendete Pergolesi Metastasios Opernlibretto L’olimpiade, das weniger als zwei Jahre zuvor erstmals mit Musik von Antonio Caldara aufgeführt worden war. Es zählt mit mehr als 70 Vertonungen bis zum beginnenden 19. Jahrhundert zu Metastasios populärsten Libretti. Metastasios Text wurde weitgehend im Original beibehalten. Lediglich die Chöre wurden ausgelassen, jedoch innerhalb von Anführungszeichen („virgolette“) im Libretto gedruckt. In der sechsten Szene des dritten Aktes kamen einige Rezitativ-Zeilen hinzu. Fünf zusätzliche Arien finden sich im Anhang des gedruckten Librettos.
Pergolesi übernahm einige Arien aus seiner Vorgängeroper, dem 1734 in Neapel gespielten Adriano in Siria. Dies deutet darauf hin, dass die Zeit für die Komposition knapp bemessen war. Bis auf die unveränderte Arie „Torbido in volto e nero“ überarbeitete er sie aber gründlich und unterlegte einen neuen inhaltlich passenden Text. Auch Teile der Sinfonia stammen aus Adriano in Siria. Die mit Trompeten gespielte Einleitung und der Mittelsatz sind jedoch neu.
Das genaue Datum der Uraufführung ist nicht bekannt. Sicher ist lediglich, dass sie im Januar 1735 im römischen Teatro Tordinona stattfand. Grove Music Online nennt mit einem Fragezeichen versehen den zweiten Januar, Pipers Enzyklopädie des Musiktheaters vermutet den 8. oder 15. Januar, und Corago geht vom 8. oder 9. Januar aus. Da zu dieser Zeit in Rom Frauen der Auftritt auf einer Bühne untersagt war, wurden auch die Frauenrollen von Kastraten gesungen. Die Solisten waren Giovanni Battista Pinacci (Clistene), Mariano Nicolini (Aristea), Giovanni Tedeschi (laut Piper: Prior Vaini) (Argene), Francesco Bilancioni (Licida), Domenico Ricci (Megacle), Nicola Lucchesi (Aminta), Carlo Brunetti (Alcandro). Pinacci und Nicolini waren Kammersänger des Prinzen Philipp von Hessen-Darmstadt. Der Darsteller des Megacle, Domenico Ricci, sang in der Sixtinischen Kapelle. Die Aufführungsserie wurde aufgrund des Todes der englischen Thronprätendentin Maria Clementina Sobieska vom 18. bis zum 23. Januar unterbrochen.
Einem Bericht von Pergolesis Konkurrenten Egidio Duni an den Komponisten André-Ernest-Modeste Grétry zufolge war die Aufführung ein Misserfolg. Auch die Sänger seien nicht gut gewesen. Der Musikwissenschaftler Reinhard Strohm bezweifelt dessen Aussage allerdings, da der Bericht auch andere offensichtliche Fehlinformationen enthält. Einige der Sänger waren durchaus renommiert, und die großen konkurrierenden Häuser wie das Teatro Capranica und das Teatro delle Dame waren aufgrund von andauernden Skandalen geschlossen, so dass dem Publikum nur das Tordinona blieb.:214
Weitere Aufführungen gab es im Januar 1738 im Teatro de’ Nobili in Perugia, am 22. November im Teatro San Giovanni Crisostomo in Venedig (überarbeitet, nur sechs der ursprünglichen Arien und das Duett wurden beibehalten), möglicherweise 1740 in Turin sowie am 30. Juni 1741 im Teatro Grande in Siena.
Bis zum Erscheinen von Baldassare Galuppis Fassung 1747 war Pergolesis Vertonung die beliebteste Oper nach Metastasios Olimpiade. Es sind mehr als 20 handschriftliche Kopien erhalten, die vermutlich zu Studien- oder Hausmusik-Zwecken angefertigt wurden. Neben dem Intermezzo La serva padrona und seinem Stabat mater begründete diese Oper seinen europaweiten Ruhm. Sie wurde im Laufe des folgenden Jahrzehnts zur Grundlage vieler Pasticci des L’olimpiade-Librettos. Der Kastrat Angelo Maria Monticelli, der die Partie des Megacle schon 1738 in Venedig gesungen hatte, trat ab dem 20. April 1742 in einem solchen Pasticcio mit dem Titel Meraspe o L’olimpiade im Londoner King’s Theatre am Haymarket auf, wo Charles Burney von seiner musikalischen und schauspielerischen Leistung außerordentlich begeistert war.
Jean-Jacques Rousseau schätzte das Werk ganz besonders. Er wählte das Duett als Beispiel für den Artikel „Duo“ seines Dictionnaire de musique von 1767 und bezeichnete die Arie des Megacle „Se cerca, se dice“ als „klassische Arie“. Über diese schrieb auch Charles Burney:

“[…] though it has often been set since to a more elaborate and artificial Music, […] its effect has never been so truly dramatic; all other compositions to those words are languid on the stage, and leave the actor in too tranquil a state for his situation.”

„[…] obwohl sie seitdem häufig mit einer ausgearbeiteteren und künstlicheren Musik vertont wurde, […]  war ihre Wirkung niemals so wahrhaft dramatisch; alle anderen Vertonungen dieser Worte sind auf der Bühne kraftlos und lassen den Darsteller in einem für seine Lage zu ruhigen Zustand.“

Noch 1979 pries Reinhard Strohm Pergolesis Oper als „eine Huldigung an Jugend und Liebe, wie sie vielleicht nur im Musiktheater ganz gelingen kann“ und „eine Verbindung von Enthusiasmus und Schönheitssinn, die […] ästhetisch eigentlich ‚nicht geht‘“.:213

## Aufnahmen und Aufführungen in neuerer Zeit
- 1937 (Aufführung in Fano): Roberto Falk (Dirigent).[9]
- 23. Juni 1972 (Audio; live aus Herrenhausen): Mathieu Lange (Dirigent), Rundfunkorchester Hannover des NDR. Walter Köninger (Clistene), Ruth-Margret Pütz (Aristea), Renate Holm (Argene), Dieter Ellenbeck (Licida), Kurt Equiluz (Megacle), Peter-Christoph Runge (Aminta), Günter König (Alcandro).[10]:12772
- 4. September 1988 (Audio; live aus Schloss Augustusburg in Brühl): Helmut Müller-Brühl (Dirigent), Kölner Kammerorchester. Wilfried Jochens (Clistene), Barbara Schlick (Aristea), Stefanie Mayhumes (Argene), Christiane Oelze (Licida), Olivia Blackburn (Megacle).[10]:12773
- 15. August 1992 (Audio; live aus Gerace): Marco Armiliato (Dirigent), Transsylvania State Philharmonic Orchestra. Ernesto Palacio (Clistene), Maria Angeles Peters (Aristea), Giovanna Manci (Argene), Adelaide Negri (Licida), Lucetta Bizzi (Megacle), Raimundo Mettre (Aminta), Irena Zaric (Alcandro). Arkadia CD: CDAK 129.3.[10]:12774
- 1996 (Aufführungen in Montpellier, Nizza, Toulouse und Pari): William Christie (Dirigent), Les Arts Florissants. Laurent Naouri, Patricia Petibon, Véronique Gens, Armand Gavrilides, Yann Beuron, Paul Agnew, Karl Daymond.[9]
- 26. Juli 2003 (Audio; live, konzertant aus Beaune; weitere Aufführungen in Parma, Modena, Piacenza und Reggio nell’Emilia): Ottavio Dantone (Dirigent), Accademia Bizantina. Stefano Ferrari / Mirko Guadagnini (Clistene), Gemma Bertagnolli / Roberta Invernizzi (Aristea), Rosanna Savoia / Stefania Donzelli (Argene), Anna Bonitatibus / Marcella Orsatti Talamanca (Licida), Masha Carrera / Patrizia Biccirè (Megacle), Mark Milhofer (Aminta), Sonia Prina / Marina De Liso (Alcandro).[10]:12775[9]
- 2010/2011 (Audio; nach Aufführungen im Tiroler Landestheater in Innsbruck und im Theater an der Wien): Alessandro De Marchi (Dirigent), Academia Montis Regalis. Jeffrey Francis (Clistene), Raffaella Milanesi (Aristea), Ann-Beth Solvang (Argene), Jennifer Rivera (Licida), Olga Pasichnyk (Megacle), Markus Brutscher (Aminta), Martín Oro (Alcandro). dhm/Sony 88697 807712 (3 CD).[9]
- 2011 (Aufführungen im Teatro San Carlo in Neapel): Corrado Rovaris (Dirigent). Francesco Marsiglia (Clistene), Maria Grazia Schiavo (Aristea), Raffaella Milanesi (Argene), Laura Polverelli (Licida), Annamaria Dell’Oste (Megacle), Mark Milhofer (Aminta), Rosa Bove (Alcandro).[9]
- 2011 (Video; live aus dem Teatro Valeria Moriconi in Jesi): Alessandro De Marchi (Dirigent), Academia Montis Regalis. Raúl Giménez (Clistene), Lyubov Petrova (Aristea), Yetzabel Arias Fernandez (Argene), Jennifer Rivera (Licida), Sofia Soloviy (Megacle), Antonio Lozano (Aminta), Milena Storti (Alcandro). Arthaus Musik 101650 (DVD), Arthaus Musik 108064 (BR).[9]
- 2022 (Aufführungen im Opernhaus Zürich in Form eines Dokumentarfilms über alte Menschen): Ottavio Dantone (Dirigent), David Marton (Inszenierung und Video), Sonja Aufderklamm (Kamera und Video), Christian Friedländer (Bühne), Tabea Braun (Kostüme). Carlo Allemano (Clistene), Joélle Harvey (Aristea), Lauren Snouffer (Argene), Anna Bonitatibus (Licida), Vivica Genaux (Megacle), Thomas Erlank (Aminta), Delphine Galou  (Alcandro).[11]